# Trấu

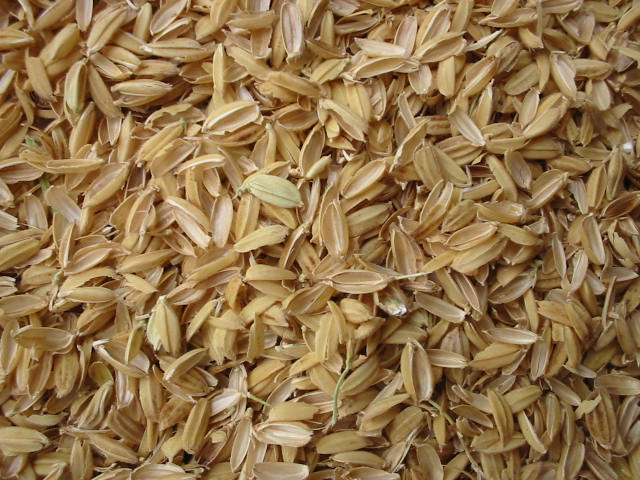
Vỏ trấu

Trấu (hay còn gọi là vỏ trấu, tiếng Anh: rice hulls) là phần vỏ cứng bao bên ngoài hạt gạo. Ngoài việc bảo vệ hạt gạo trong mùa sinh trưởng, vỏ trấu cũng có thể dùng làm vật liệu xây dựng, phân bón, vật liệu cách nhiệt trong xây dựng hay nhiên liệu.